# 泰勒燈魚
泰勒燈魚（学名：Tarletonbeania taylori）为輻鰭魚綱燈籠魚目灯笼鱼科的其中一種。分布於北太平洋區，包括從日本、阿拉斯加及加拿大卑詩省海域，為深海魚類，棲息深度可達1500公尺，體長可達7公分。